# Why Does My Heart Feel So Bad?
"Why Does My Heart Feel So Bad?" is een nummer van de Amerikaanse producer Moby. Het nummer verscheen op zijn vijfde studioalbum Play uit 1999. Op 11 oktober van dat jaar werd het nummer uitgebracht als de vierde single van het album.

## Achtergrond
Moby schreef "Why Does My Heart Feel So Bad?" in 1992 en beschreef de oorspronkelijke versie als "heel slechte techno... Gewoon middelmatige, algemene techno." Jaren later herschreef hij het nummer en produceerde het als een veel langzamer en meer "treurig en romantisch" nummer. Deze versie verscheen in oktober 1999 op zijn vijfde studioalbum Play, nadat zijn manager hem ervan overtuigde dit te doen. Het nummer bevat samples uit het nummer "He'll Roll Your Burdens Away" van The Banks Brothers uit 1963 en additionele zang van Urban Cookie Collective-zangeres Diane Charlemagne.
"Why Does My Heart Feel So Bad?" werd uitgebracht als de vierde single van Play en werd een top 10-hit in verschillende Europese landen, waaronder Duitsland, Oostenrijk en Zwitserland. In het Verenigd Koninkrijk kwam de single tot de 16e positie in de UK Singles Chart, in Ierland de 31e, Australië de 33e, Nieuw-Zeeland de 28e, IJsland de 15e en in de Eurochart Hot 100 de 6e positie.
In Nederland werd de single veel gedraaid op de landelijke radiozenders en werd een radiohit. De single bereikte echter niet de Nederlandse Top 40 op destijds Radio 538, maar bleef steken op een 5e positie in de Tipparade. Wél bereikte de single de 61e positie in de publieke hitlijst; toentertijd   de Mega Top 100 op Radio 3FM.
In België behaalde single géén notering in zowel de Vlaamse Ultratop 50 als de Vlaamse Radio 2 Top 30 em de Waalse Ultratop 50. De single bleef steken op een 11e positie in de Vlaamse "Ultratip".
Op 16 oktober 2000, een jaar na de oorspronkelijke uitgave, werd het nummer opnieuw op single uitgebracht als dubbele A-kant met het een remix van het nummer "Honey" met medewerking van de Amerikaanse zangeres Kelis. Deze versie behaalde in het Verenigd Koninkrijk de 17e positie in de UK Singles Chart.
Sinds de editie van december 2014 staat de single genoteerd in de jaarlijkse NPO Radio 2 Top 2000 van de Nederlandse publieke radiozender NPO Radio 2, met als hoogste notering een 949e positie in 2023.

## Videoclip
De videoclip van "Why Does My Heart Feel So Bad?" is compleet geanimeerd en bevat het karakter Little Idiot, die ook op de singlehoes staat. In de videoclip reizen Little Idiot en zijn hond van de maan naar de aarde. Zij reizen langs een aantal gevarieerde locaties voordat zij via een ladder terug naar de maan gaan. In Nederland werd de videoclip destijds op televisie uitgezonden door MTV Europe, TMF, door SBS6 in de tv-versie van de Nederlandse Top 40 en door BNN op Nederland 2 in het popprogramma Top of the Pops.

## Hitnoteringen

### Mega Top 100
| Hitnotering: 23-10-1999 t/m 18-12-1999 | Hitnotering: 23-10-1999 t/m 18-12-1999 | Hitnotering: 23-10-1999 t/m 18-12-1999 | Hitnotering: 23-10-1999 t/m 18-12-1999 | Hitnotering: 23-10-1999 t/m 18-12-1999 | Hitnotering: 23-10-1999 t/m 18-12-1999 | Hitnotering: 23-10-1999 t/m 18-12-1999 | Hitnotering: 23-10-1999 t/m 18-12-1999 | Hitnotering: 23-10-1999 t/m 18-12-1999 | Hitnotering: 23-10-1999 t/m 18-12-1999 | Hitnotering: 23-10-1999 t/m 18-12-1999 |
| Week                                   | 1                                      | 2                                      | 3                                      | 4                                      | 5                                      | 6                                      | 7                                      | 8                                      | 9                                      |                                        |
| -------------------------------------- | -------------------------------------- | -------------------------------------- | -------------------------------------- | -------------------------------------- | -------------------------------------- | -------------------------------------- | -------------------------------------- | -------------------------------------- | -------------------------------------- | -------------------------------------- |
| Positie                                | 92                                     | 65                                     | 66                                     | 67                                     | 65                                     | 62                                     | 61                                     | 76                                     | 79                                     | uit                                    |

### NPO Radio 2 Top 2000
| Nummer met noteringen in de NPO Radio 2 Top 2000 | '14  | '15  | '16  | '17  | '18  | '19  | '20  | '21  | '22  | '23 | '24  |
| ------------------------------------------------ | ---- | ---- | ---- | ---- | ---- | ---- | ---- | ---- | ---- | --- | ---- |
| Why Does My Heart Feel So Bad?                   | 1248 | 1144 | 1295 | 1064 | 1230 | 1245 | 1157 | 1160 | 1190 | 949 | 1152 |

1. ↑  Een vetgedrukt getal geeft de hoogste notering aan.
2. ↑  2014 was het eerste jaar met een notering voor dit nummer.